# Davide Cesarini
Pour les articles homonymes, voir Cesarini.
Davide Cesarini, né le 16 février 1995 à Saint-Marin, est un footballeur international saint-marinais. Il évolue au poste de défenseur central au SP Tre Penne.

## Carrière
Davide Cesarini honore sa première sélection le 31 mars 2015 lors d'un match amical contre le Liechtenstein.

## Statistiques
| Saison                | Club                  | Championnat            | Championnat | Championnat | Coupe(s) nationale(s) | Coupe(s) nationale(s) | Supercoupe | Supercoupe | Compétition(s) continentale(s) | Compétition(s) continentale(s) | Compétition(s) continentale(s) | Total | Total |
| Saison                | Club                  | Division               | M.          | B.          | M.                    | B.                    | M.         | B.         | Comp.                          | M.                             | B.                             | M.    | B.    |
| 2015-2016             | SP Tre Penne          | Campionato Sammarinese | 14          | 2           | 5                     | 0                     | -          | -          | -                              | -                              | -                              | 19    | 2     |
| 2016-2017             | SP Tre Penne          | Campionato Sammarinese | 5           | 0           | 2                     | 1                     | 1          | 0          | C1                             | 1                              | 0                              | 9     | 1     |
| Total sur la carrière | Total sur la carrière | Total sur la carrière  | 19          | 2           | 7                     | 1                     | 1          | 0          | -                              | 1                              | 0                              | 28    | 3     |

## Palmarès
Il remporte le championnat de Saint-Marin en 2015-2016 et la supercoupe de Saint-Marin en 2016 avec le SP Tre Penne.